# Parallell bearbetning
Parallell bearbetning är förmågan hos en enhet att utföra flera aktiviteter (operationer) eller uppgifter samtidigt. Begreppet används i sammanhang av både människans uppfattningsförmåga och maskinbearbetning.

## Parallell bearbetning med den mänskliga hjärnan
Parallell bearbetning är förmågan hos hjärnan att samtidigt bearbeta inkommande stimuli.  Detta blir viktigast inom synen, med dess många parallella intryck.

## Parallell bearbetning i datorer
En dator kan använda mer än en CPU eller processorkärna att genomföra ett program eller flera beräkningar trådar.  Parallell bearbetning gör så att program körs snabbare eftersom det finns fler motorer (processorer eller kärnor) som kör det.  I praktiken är det ofta svårt att dela upp ett program på ett sådant sätt att separata processorer eller kärnor kan utföra olika delar utan att störa varandra.  
Med datorer med en enda CPU (enkärnig dator) är det möjligt att bedriva parallell bearbetning genom att ansluta datorer i ett datornätverk. Det kräver dock att man använder en sofistikerad mjukvara kallad distribuerad programvara.
Observera att parallell bearbetning skiljer sig från multikörning, där en CPU ger illusionen av att samtidigt utföra instruktioner från flera olika program genom att snabbt växla mellan dem.